# Число на Девора
Числото на Девора е безразмерна величина, използвана в реологията като характеристика на флуидността на материалите при определени параметри на потока.
Числото на Дебора се определя като
{\displaystyle \mathrm {De} ={\frac {t_{\mathrm {c} }}{t_{\mathrm {p} }}},}
където {\displaystyle t_{\mathrm {c} }} е времето за релаксация на материала, а {\displaystyle t_{\mathrm {p} }} е времето за наблюдение.
Критерият е въведен от Маркус Рейнер, който измисля името на числото, свързвайки го с един цитат от песента на Девора (Съдии 5:5): „Планините разтопи пред лицето на Господа“.